# Dobšice (district de Znojmo)
Pour les articles homonymes, voir Dobšice.
Dobšice (en allemand : Klein Teßwitz) est une commune du district de Znojmo, dans la région de Moravie-du-Sud, en République tchèque. Sa population s'élevait à 2 315 habitants en 2024.

## Géographie
Dobšice se trouve à 3 km au sud-est du centre de Znojmo — et fait partie de son agglomération —, à 55 km au sud-ouest de Brno et à 182 km au sud-est de Prague.
La commune est limitée par Suchohrdly au nord, par Dyje à l'est et par Znojmo au sud et à l'ouest.

## Histoire
La première mention écrite du village date de 1190.

## Transports
Par la route, Dobšice se trouve à 3,5 km du centre de Znojmo, à 65 km de Brno et à 210 km de Prague.

## Galerie

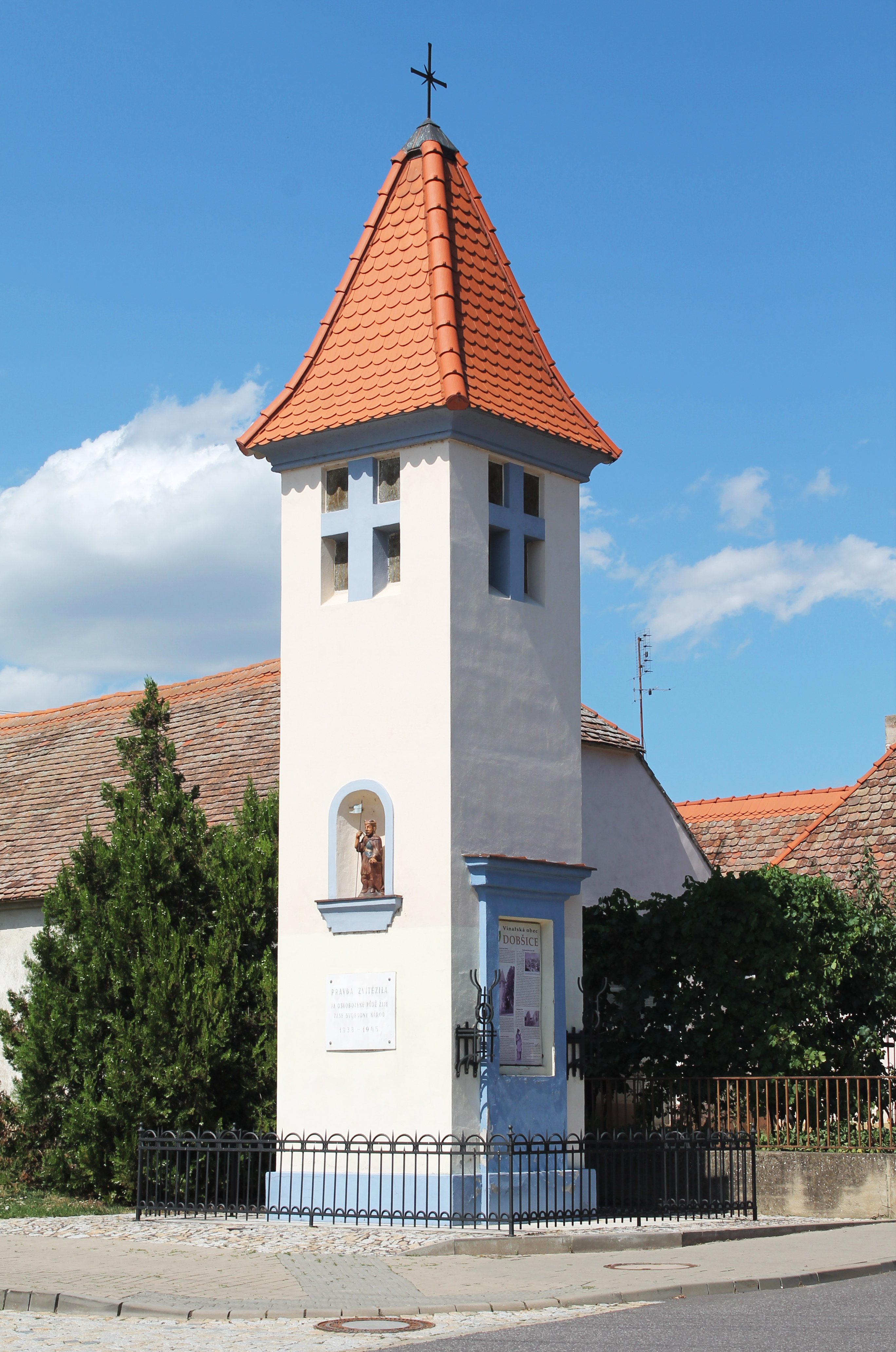
Clocher-tour à Dobšice.
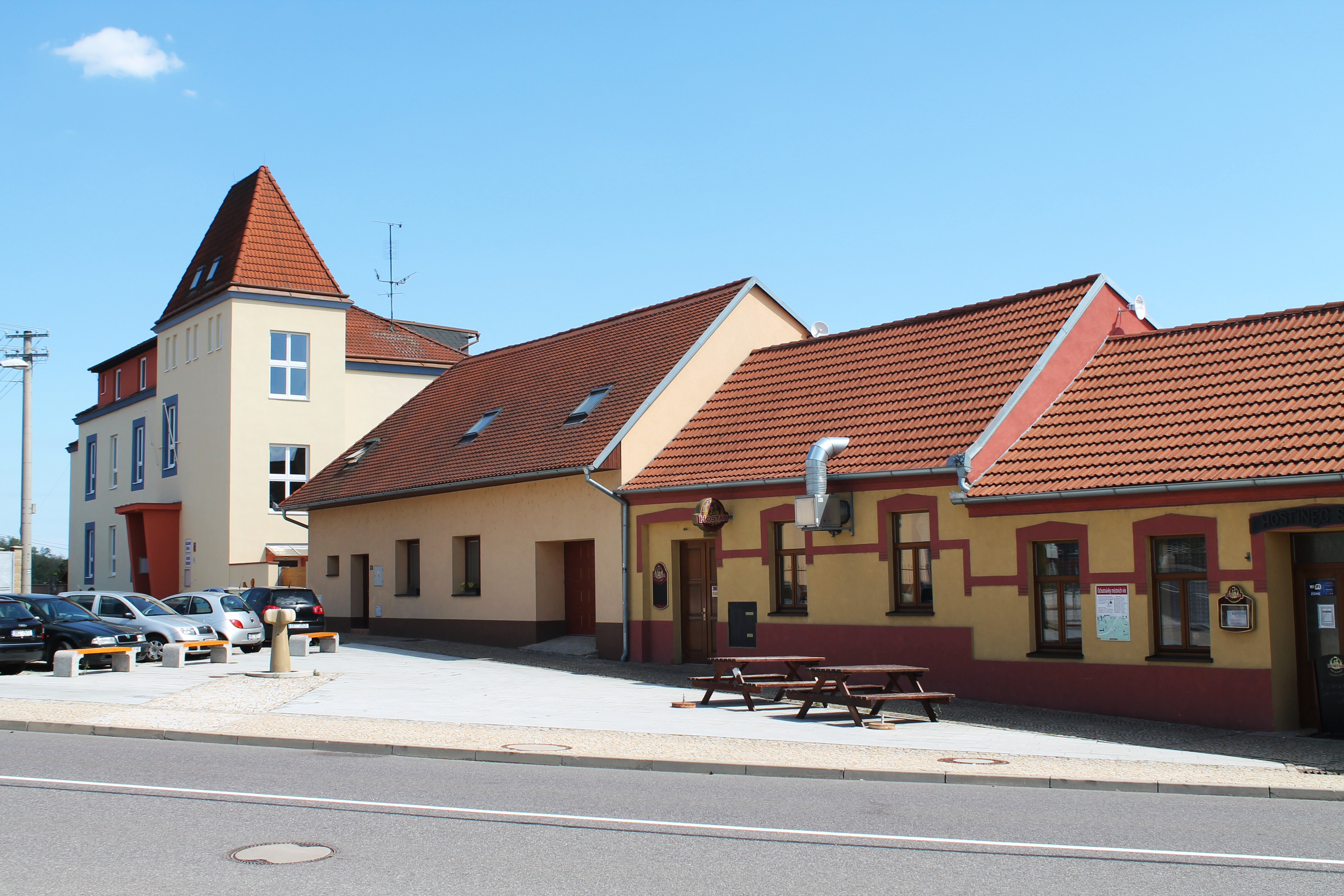
Centre de Dobšice.

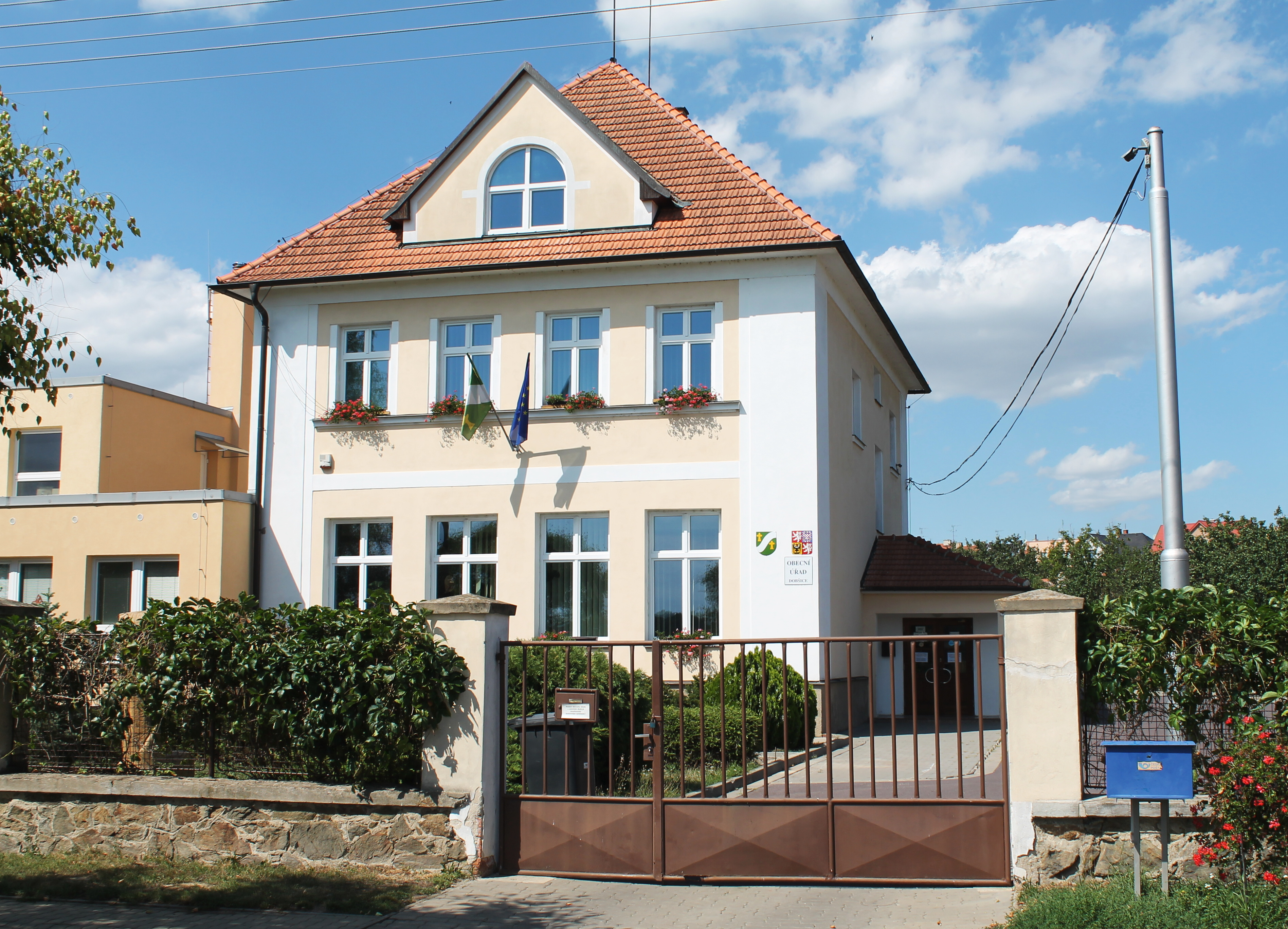
Dobšice : la mairie.